# チャイム!
チャイム!は、2008年3月31日から2010年3月31日までFM NACK5で放送されていた深夜のワイド番組。

## 概要
番組のステッカーなどでは「Entertainment Culture Radio」と謳われていた。
前番組の『RADIO-X』では女性パーソナリティが1人 (末期では火曜の小嶋亜由美) だったのに対し、当番組では全曜日・全時間帯を女性パーソナリティが務める。
『チャイム!』という番組名の通り、学校を模した演出が多い。番組内ではパーソナリティが「日直」、ゲストが「特別講師」、コーナーが「授業」、コーナーパーソナリティが「クラスメイト」、2009年4月に加わった新パーソナリティが「転校生」と呼ばれた。また、1時間ごとの区切りを「◯時間目」と表現し (例：1時台が「1時間目」) 、オープニングやジングルに「キンコンカンコン」というチャイムの音が使用されていた。
番組は、各パーソナリティが「メールテーマ」「課題」を出題し、リスナーの「回答」と「フリーメッセージ」「リクエスト」を織り交ぜ、5時間の生放送 (コーナーやインタビュー・公開イベントなど、一部収録の場合あり）を進行した。
また、内包番組が放送される曜日があり、2009年4月までは火、水、金の3曜日で、最終期は木曜日で放送されていた。

## 放送時間
- 月曜 - 金曜 25:00 - 30:00 (翌火曜～翌土曜 1:00 - 6:00)

## パーソナリティ
月曜日
- モエヤン (2008年3月31日 - 2009年3月23日、火曜へ移動)
- 良田麻美 (金曜より移動、2009年3月30日 - 2010年3月29日)

火曜日
- 横田佳織 (2008年4月1日 - 2009年3月24日)
- モエヤン (月曜より移動、2009年3月31日 - 2010年3月30日)

水曜日
- 立花優美 (2008年4月2日 - 2010年3月31日)

木曜日
- 小林香織 (2008年4月3日 - 2009年3月26日)
- 鈴木あきえ (2009年4月2日 - 2010年3月25日)

金曜日
- 良田麻美 (2008年4月4日 - 2009年3月27日、月曜へ移動)
  - 本番組放送開始の直前まで『WEEKLY NACK5』を担当していた。
- 妹尾友里江 (2009年4月3日 - 2010年3月26日)

コーナーパーソナリティ
- 麻生夏子 -『楽聞のススメ』(木曜、2009年11月5日 - 2010年3月25日)

2009年3月まで
- 佐藤さくら -『さくらのかほり』(火曜)
- 西田美歩 -『スポーツちゃいむ』(水曜)
- 歌原奈緒 -『歌のはな歌!』『歌の天気予報』(金曜)

## コーナー

### 最終回時点のパーソナリティ
良田麻美 (月曜→金曜)
- アサミン・ブロードウェイ

毎回、1冊の本や人物などを紹介するコーナー。本の紹介の際は、その本をリスナーへプレゼントする。
- アウトロ・ドン!

曲のアウトロを流して、リスナーから答えを募集。コーナーBGMは『アラレちゃん音頭』(歌：小山茉美、コロムビアゆりかご会『Dr.スランプ アラレちゃん』エンディングテーマ)
- トキメキ・キメテ

毎回一つのシチュエーションを決め、それに合う台詞を募集。BGMには『燃えてヒーロー』(沖田浩之) が使われている。
- アサミンの朝だYO!

毎回ひとつの条件を決め、その条件に合うリスナーと電話をつなぐコーナー。
- アサミンの朝Q!

良田麻美に縁のある人、よく知っている人たちと電話をつなぎ、良田に関するクイズを出題。
- アサミンの定点観測

月ごとに設定された質問に、ゲストが回答。
- 5ミニッツチャレンジ!

5分の制限時間を設けて挑戦するコーナー。「5分間で化粧」など。
- ロマンチック川柳

“ロマンチック”なものを基本とした川柳を募集。番組が指定する“季語”を入れるのがルールとなっている。
- 今週のピーパッポパラッポ

スキャットマン・ジョンの曲『SCATMAN'S WORLD』を歌いたいというリスナーを募集し、抽選で選ばれた1名が電話出演 (2009年4月 - )。
- YOUNG BLOODS

様々な時代の有名な曲の歌詞を高校生が朗読。高校生の参加者は5名以上で募集している。
- アサミンのおねだりタイム! なんか頂戴〜!
- 今夜の給食、当てちゃって〜!
- 今日のダメ出し君
- 深夜の知っ得授業

モエヤン (月曜→火曜)
- おかんの脳みそ
- 男のバカヤロー
- 私だけの妄想部活道
- ふくらましたらビーチク?!
- シタクナ〜ル教典

毎週出されるお題に沿って、それについて108の次の109個目の煩悩は何かということを募集。
- マタイ・デ・クイズ

時報前にクイズを出題し、時報後の正解発表までにメールなどで解答を募集する。
- 偉人・変人・発見伝

周りにいる、または見かけた変わった人の話を募集し、モエヤンの2人が演じるコーナー
- THE猛烈毛髪伝

毛についての、猛烈と言えるようなエピソードを募集。
- クボザウルスとケベザウルスの頂上決戦

主にフリートークコーナー。
- 真夜中のぽろり

何かの言葉などによって「涙がぽろり」したというエピソードを募集。
- モエヤンの恋愛電話相談 コイバナ (仮)

リスナーから恋愛に関する相談を受け付け、その中から電話をつないでモエヤンとトーク。
- お笑い流し

モエヤン自身が東京・下北沢で、ウクレレを弾きながらコミックソングを歌うなどしていたネタ「お笑い流し」をコーナー化。リスナーからは週替わりのお題に沿ったエピソードなどを募集し、寄せられたものを元に即興で歌を作り、ウクレレを弾きながら歌う。
- 久保いろはのモータウンヤッホー

久保が選んだモータウンの曲を放送。
- スナックあかんたれ

リスナーから「あかんたれ」(関西弁で「小心者」「意気地無し」などの意味) なエピソードを募集。池辺がスナックのママ、久保がその常連客という設定で寄せられたメッセージを紹介。毎週その中から「ベストオブあかんたれ」が決定される。メッセージ紹介の合間には、八代亜紀の曲『あかんたれ』の一小節が流れている。
立花優美 (水曜)
- 流行ってますか〜!
- 立花流・新鮮組
- 裏作り計画
- 怠惰な一日
- ラブラブ・メール DE チュッチュチュ〜

リスナーから、本当に送ったり (送信前でも可)、貰ったりしたラブラブなメールや、恥ずかしいメールを紹介。
- ハイチーズ

色々なグルメの話や、料理のレシピなど紹介するコーナー。
- 10HINTS

歴史上の人物から有名人、出来事やある物などについて10のヒントで出題し、答えを曲が流れている間に募集。
- YUMI'S DIARY (午前4時台)

立花のブログから、一編を本人が朗読。
- チア・ミュージックタイム (午前4時台)

15分ほどノンストップで曲を放送。
- 木曜の朝にモーニングコール! (29:40頃)
- CALL-IN CHIME

リスナーから、この番組が放送されている時間をどう過ごしているか、外の天気や様子はどうなのかなどの報告を募集するコーナー。以前は横田佳織の火曜日で放送されていた。
- バナ・みんなでクイズ!

リスナーから募集したクイズの中から出題。
- 街ギャルコレクション

街中で女性のインタビューを収録し、リクエストも受けるコーナー。
- リコMEN!!

電話出演したリスナーが、自分の「おすすめ」を紹介するコーナー (2009年4月～)。
- LIVE LIVE CHIME!

最近行われたアーティストのライブを放送。略称は「ララチャ♪」。
- モノマネ選手権

物真似を披露したいリスナーを、物真似ネタと一緒に募集。選ばれたリスナーと電話をつなぐ。
- バナミンのフォトログ

番組ホームページ上にある写真をアップして、それについて話し、リスナーへお題を出して答えを募集。
- 最終回の時、常連リスナー「シゲロックのコーナー」なるものがあった。

鈴木あきえ (木曜)
- Cha Cha Cha チャ論調査

毎週テーマに沿って、リスナーから回答を募集。この集計結果は午前5時台に発表される。
- アッキーの Do The Do (午前1時台)

鈴木が毎週出題された課題に1週間かけてチャレンジし、それがどのくらいできるかをリスナーが予想・審査するコーナー。
- 柿の種研究部〜目指せ! 柿の種マイスター (午前2時台)

柿の種についての色々な情報やエピソードなどを募集しながらトーク、研究などを行うコーナー (通称「柿研」)。
- KIBUN do MUSIC SELLECTION (午前4時台)

毎週のテーマに沿ったリクエストの中から曲をオンエア。
- Happy Together (午前5時台)

リスナーから、最近のハッピーなこと、またはこれからのハッピーなことを募集。リスナーと電話をつなぐ場合もある。
妹尾友里江 (金曜)
- カップリング・クイズ

CDシングルのカップリング曲を流し、表題曲を当てるクイズ。
- 鼻歌ハミング・クイズ (午前1時台)

妹尾が「鼻歌ハミングシンガー・ユーリ」に扮し、鼻歌を聞いてリスナーがその曲名を当てる。
- 真っちろ白書 (午前2時台)

リスナーから、「今、応援してほしいこと」を募集。
- エソラゴト (午前3時台)

妹尾の即興芝居コーナー。毎回、いくつかのキーワードをどこかに入れなければならない。
- ムチムチカウンター (午前4時台)

午前1時台から3時台まで、何回のムチ (効果音) を受けたかをリスナーが答える。
- 方言ディクショナリー (午前5時台)

妹尾が喋った方言はどこの地域のものか、リスナーが当てるコーナー。
- MISSION IMO-POSSIBLE

毎週スタジオ内で行われる色々なミッションを、リスナーが10点満点で採点。また、ミッションはリスナーからも募集している。

### 2009年3月で卒業したパーソナリティ
横田佳織 (火曜)
- ケータイのごくい
- カルチャー・ルーム
- チャイム!ライブハウスインフォメーション
- シネマチャイム!

小林香織 (木曜)
- 恋愛相談
- NON STOP 15 MINUTES (26・27・28時台 (2・3・4時台) 後半)
- オリジンズ＆カバーズ

原曲とカバー曲を聴き比べるコーナー。
- MUSIC ARCHIVE

毎週1組のアーティストを取り上げて解説するコーナー。回を重ねるごとに反響が大きくなっていた。
この他に、29:00 (5:00)、29:30 (5:30) の2回、「NACK5 NEWS」「NACK5 WEATHER」が月曜日から金曜日を通して、金曜日の29:40 (5:40) 頃「NACK5 TRAFFIC」が放送されている。2009年4月の時点では、パーソナリティ自らニュース、天気予報の原稿を読んでいる。以前は28:00 (4:00) にも放送されていたが、2009年5月頃から廃止され、上記の2回となっている。